# 울리케 폴케르츠
울리케 폴케르츠(독일어: Ulrike Folkerts, 독일어 발음: [ʊlˈʁiːkə ˈfɔlkɐt͡s] ( 듣기), 1961년 5월 14일~)는 독일의 배우이다. 레즈비언으로서 2002 게이 게임스와 2004 유로 게임즈에 수영선수로 출전해 메달을 따기도 했다.